# Computer (časopis)
Computer je časopis IEEE Računarskog društva orijentisan na praktičare, koji se izdaje svim članovima društva. On sadrži recenzirane članke, redovne kolumne i intervjue o aktuelnim pitanjima vezanim za računarstvo. Computer pruža informacije o aktuelnim istraživanjima, trendovima, najboljim praksama i promenama u računarskoj profesiji. Pretplata na časopis je besplatna za članove IEEE računarskog društva.
Computer pokriva sve aspekte računarstva. Od 2009. godine ima i digitalno izdanje. Trenutni glavni urednik (od 1. januara 2020. godine) je Džef Voas iz NIST-a. Faktor uticaja ovog časopisa bio je 1,94 za 2017, a 3,564 za 2018. Časopis je dobitnik APEX nagrade za izvrsnost u publikaciji za 2015. godinu. Computer je 2018. godine osvojio nagradu Folio: Edi za izdanje iz septembra 2017. godine, „Blokčejn tehnologija u finansijama“, u kategoriji Udruženja/Neprofitne organizacije, apl/digitalno izdanje. Computer je takođe dobio počasna priznanja Folio: Edi digitalne nagrade 2019, 2017. i 2016.

## Spoljašnje veze
- Zvanični veb-sajt
- DBLP bibliography Архивирано на веб-сајту  (31. јануар 2015) (partial from 1975 volume 8, complete from 1988 volume 21)
- IEEE Computer Society